# Luis Miguel Martín
Luis Miguel Martín Berlanas, né le 11 janvier 1972 à Madrid, est un athlète espagnol, spécialiste du 3000 m steeple. 

## Biographie
Après avoir obtenu quelques titres nationaux au 1500 m en catégories junior et espoir, il se consacre à partir de 1998 au 3000 m steeple. 
Il remporte les championnats ibéro-américains et termine 4e des championnats d'Europe. L'année suivante il établit en 8 min 11 s 18 le 1er de ses 4 records d'Espagne, mais échoue en séries des championnats du monde. En 2000 il devient champion d'Espagne, réalise 8 min 9 s 77 à Monaco et se classe 5e des Jeux olympiques à Sydney. L'année suivante il est 4e à Edmonton et abaisse son record à 8 min 8 s 74 à Bruxelles. 
En 2002 il remporte la médaille de bronze lors des championnats d'Europe à Munich, termine 2e du Mémorial Van Damme en 8 min 7 s 44, record personnel et d'Espagne, derrière la révélation kényane Ezekiel Kemboi, et obtient la 2e place pour son pays à la Coupe du monde des nations d'athlétisme 2002, cette fois derrière Wilson Boit Kipketer. En 2004 il finit à nouveau 5e des Jeux olympiques à Athènes. 
Il prend sa retraite à l'issue de la saison 2009.

### Palmarès
| Date            | Compétition                   | Lieu     | Résultat | Épreuve        | Performance   |
| --------------- | ----------------------------- | -------- | -------- | -------------- | ------------- |
| 19 juillet 1998 | Championnats ibéro-américains | Lisbonne | 1er      | 3000 m steeple | 8 min 28 s 96 |
| 23 août 1998    | Championnats d'Europe         | Budapest | 3e       | 3000 m steeple | 8 min 20 s 44 |

### Records
| Épreuve        | Performance  | Lieu      | Date         |
| -------------- | ------------ | --------- | ------------ |
| 3000 m steeple | 8 min 7 s 44 | Bruxelles | 30 août 2002 |